# Brett Lebda
Brett Steven Lebda, född 15 januari 1982 i Buffalo Grove, illinois, är en amerikansk professionell ishockeyspelare som spelar för Columbus Blue Jackets i NHL. Han har tidigare representerat Detroit Red Wings och Toronto Maple Leafs. Lebda är trots sina framgångar inte draftad av någon NHL-klubb.